# Nyctophilus microdon
Nyctophilus microdon је врста слепог миша из породице вечерњака (лат. Vespertilionidae).

## Распрострањење
Папуа Нова Гвинеја је једино познато природно станиште врсте.

## Станиште
Врста Nyctophilus microdon има станиште на копну.
Врста је по висини распрострањена до 2.200 m надморске висине. 

## Начин живота
Врста Nyctophilus microdon живи у пећинским хабитатима. 

## Угроженост
Подаци о распрострањености ове врсте су недовољни.

### Популациони тренд
Популациони тренд је за ову врсту непознат.